# Mozilla Thunderbird
A Mozilla Thunderbird levelezőprogram (e-mail kliens), a Mozilla projektből fejlődött ki. Elődje a Mozilla Internet Suite, amely egy többfunkciós alkalmazás (webböngésző, e-mail kliens, HTML-szerkesztő, IRC-kliens). A Thunderbird, akárcsak a Firefox, azzal a céllal született, hogy célirányos funkcionalitása révén kisebb és gyorsabb legyen, mint az előd, a Mozilla böngésző. A Firefoxhoz hasonlóan ehhez a programhoz is le lehet tölteni témákat (skin) és kiegészítéseket (extension). A szoftver jelenleg 65 nyelven érhető el.

## Történelme
Eredetileg a Minotaur kódnevet szánták neki a Phoenix után (a Mozilla Firefox eredeti neve). A Firefox sikere után újra nekifogtak a fejlesztésének, és Thunderbird néven bekerült az új Mozilla programcsomagba.
Jelentősebb munka kezdődött, amikor bejelentették az 1.5-ös verziót.
A Mozilla új elképzelése, hogy több kisebb programmal áll a felhasználók rendelkezésére, a mindenttudó egy szoftver helyett. Így a felhasználók személyre szabhatták, hogy milyen funkciókat szeretnének használni. Az eredeti Mozillát SeaMonkey néven fejlesztik tovább.

### Gyorsított kiadások és Thunderbird ESR
2011 márciusban a Mozilla bejelentette, hogy átállnak egy idő alapú kiadási modellre, mely a tervek szerint 16 hetes ciklusonként új főverziót jelentett, hasonlóan a Google Chrome fejlesztési modelljéhez. Ez a következő hónapban pedig bevezetésre is került a Firefox 4-es verziótól kezdődően. Ezzel párhuzamosan pedig több frissítési csatorna is bevezetésre került, az úgy kiadások pedig lépcsőzetesen járják be ezt a fejlesztési utat 6 hetes ciklussal. Vagyis egy leendő főverzió előszor a nightly csatornába kerül be, majd a következő ütemben a béta csatornába, és így tovább. Ezzel együtt megjelent az ESR csatorna is, ahol kiválasztott verziók kapnak 1 évig támogatást, a köztes verziókat átugorva.
A Thunderbird ezt a modellt átvette, szorosan követve a Firefox fejlesztését. A Thunderbird kihagyta a 4-es főverziót, valamint a Thunderbird 17-től kezdődően már csak az ESR kiadásokat adták ki, átugorva a köztes kiadásokat. Ebből következően a Thunderbird 24 már nem használta az ESR jelölést, mivel az lett az egyedüli frissítési csatorna.

### MZLA Technologies és Thunderbird Supernova
2020 januárban jelentették be, hogy a Thunderbird új otthont kap, kikerül a Mozilla közvetlen felügyelete alól, és annak egy leányvállalatához kerül, mely az MZLA Technologies névre hallgat. Ezzel a lépéssel a szoftver fejlesztése teljesen új lendületet kapott a korábbi évek stagnálása és lassú fejlesztése után és pénzügyileg is függetlenebbé vált.
Ennek eredményeként 2022 júniusban jelent meg a Thunderbird 102, számos apróbb, a kezelőfelületet érintő átalakítással, a Matrix protokoll támogatásával, illetve a kódbázis jelentős korszerűsítésével. 2023 júliusában jelent meg a 115-ös verzió, mely a Supernova kódnevet kapta. Teljesen új felhasználói felülettel és számos új funkcióval és hibajavítással.

### Thunderbird Nebula
2024 júliusban jelent meg a Thunderbird 128, ami a Nebula kódnevet viseli. Tovább finomított kezelőfelületet kapott, valamint itt már megjelent a Rust programozási nyelv használata is, mely azt a célt szolgálja, hogy a Desktop és Mobile kiadások nagyobb arányban rendelkezzenek közös kódbázissal, csökkentve a redundanciát és gyorsítva ezzel az új funkciók megjelenését.

### Thunderbird Eclipse és Thunderbird Pro
2025 áprilisban jelentették be, hogy tervezik bevezetni a Thunderbird prémium, előfizetéses szolgáltatását, Thunderbird Pro néven, mellyel egy nyílt forráskódú, a személyes adatok védelmét szem előtt tartó alternatíváját kívánják nyújtani a Microsoft 365 és a Google Workspace szolgáltatásoknak. Az alap Thunderbird kliens elérhetősége ezzel nem változik a jövőben, csupán egy opcionálisan elérhető extra szolgáltatás kíván lenni.
2025 júliusában jelent meg a Thunderbird 140, kódnevén "Eclipse". Továbbfejlesztett sötét módot és natív rendszerértesítéseket kapott. Újdonságként jelent meg az Account Hubra keresztelt új funkció, mely a fiókok kezelését teszi könnyebbé és átláthatóbbá. Ez a funkció már az asztali és mobil kliensek közötti szinergiák egyik kézzel fogható eredménye.

### Thunderbird Mobile
2022 júniusában jelentették be, hogy az Androidra elérhető K-9 Mail fejlesztését átveszi az MZLA Technologies, a Thunderbird-öt fejlesztő cég, melynek eredményeképp a K-9 Mail átnevezésre kerül Thunderbird for Androidra. Ezzel együtt pedig beépítenek számos kényelmi funkciót, ami segít szinkronban tartani a Thunderbird asztali társával.
Az első stabil verzió 2024 októberben jelent meg, mely a K-9 folytatásaként 8.0 verziószámú, és így nincs szinkronban az asztali Thunderbird kliens verzióival.
A K-9 mail felhasználói kérésre továbbra is megmarad, párhuzamosan a Thunderbird for Android mellett, de ez lényegében ugyanaz a szoftver, csak a korábbi K-9 Mail színvilágával, valamint nem tartalmaz Thunderbird specifikus funkciókat sem.
A fejlesztők tervezik a Thunderbird for iOS létrehozását is, de ez megfelelő donor hiányában később várható, teljesen újonnan létrejövő szoftverként fog tudni megvalósulni, szemben a K-9 Maillel, mely egy már stabil kódbázisra épül.
A jövőben várható az egyes Thunderbird-ök kódbázisának a minél nagyobb fokú átfedése, ezzel is gyorsabbá és hatékonyabbá téve a fejlesztést.

## Funkciók
A Thunderbird egy egyszerű e-mail- és hírolvasó kliens. Nincsenek benne személyes információt menedzselő funkciók, bár a Mozilla Lightning kiterjesztéssel ezek is használhatóak. Egyéb extra szolgáltatások a kiterjesztések révén érhetőek el.

### Üzenetkezelés
A Thunderbird több e-mail-, hír- és RSS-fiók kezelésére is képes. Beépített gyorskereső, archiváltlevél-tároló, fejlett levélszűrő, levelek csoportosíthatósága és címkézése segíti, hogy könnyen rátaláljunk a keresett levélre. Linux rendszereken a rendszerlevelezés (movemail) is támogatott.

### Levélszemetek kezelése

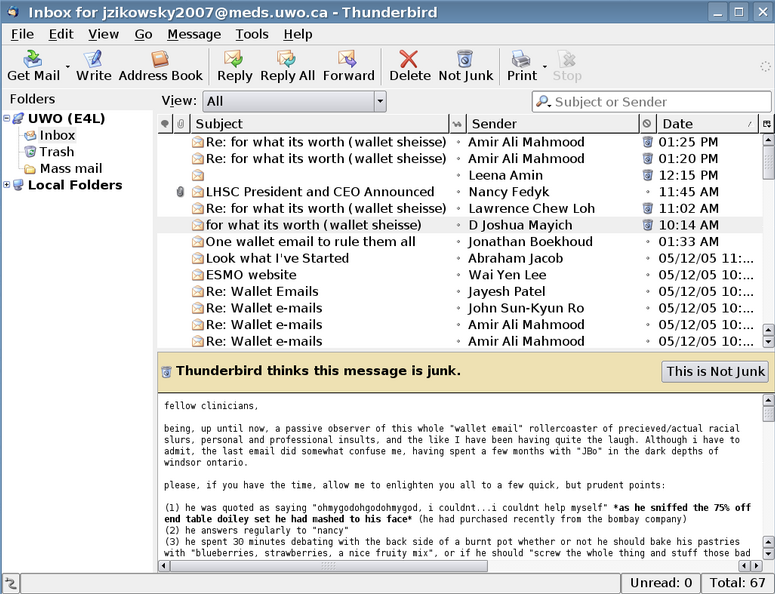
A Mozilla Thunderbird spamként azonosított egy levelet.

A Thunderbird program a Bayesian spamszűrőt használja, ami az engedélyezett címek listáján alapul, de ugyanúgy használható online spamszűrő is, mint a SpamAssassin.

### Kiterjesztések
További hasznos szolgáltatás adható a programhoz a kiterjesztések használatával. Ezek az XPInstall rendszerrel települnek, ami tömörített fájlokat tölt le az internetről. A kiterjesztések és témák (lent) a Mozilla Update webhelyről és a programból is telepíthetőek.

### Naptár
2004 decemberében jelentették be a Project Lightninget, mely naptár funkcionalitást hozott a Thunderbirdbe. 2006-ban jelent meg az első telepíthető kiegészítő béta állapotban, az 1.0 pedig 2011-ben jelent meg.
A Thunderbird 38-tól kezdve a Lightning alapértelmezetten része a telepítőnek, a Thunderbird 78-tól pedig szerves része a szoftvernek, nem pedig különálló kiegészítő.

### Üzenetküldés
A Thunderbird támogatja az IRC és XMPP üzenetküldő protokollokat. 2022 óta pedig a Matrix protokollt is, mely egy decentralizált üzenetküldő rendszer.

### Témák
A Thunderbird témák százait használhatja, amikkel az egész program kinézete megváltoztatható. Ezek a csomagok CSS és képfájlokkal módosítják a megjelenést.

### Szabványok támogatása
Használható a POP3 és az IMAP protokoll is. Beépített RSS/Atom hírolvasó és az S/MIME szabvány támogatása jellemzi.

### Támogatott fájltípusok
- MBox – Unix levelezőformátum
- Mork – belső adatbázishoz
- SQLite – szintén a belső adatbázishoz használt (3-as verzió óta)

### Platform támogatás
A Thunderbird több különböző operációs rendszeren és processzor architektúrán is működik:
- Microsoft Windows (x86, amd64)
- Linux (x86, amd64, aarch)
- Mac OS X (amd64, aarch)
- OpenSolaris
- FreeBSD[13]
- OS/2 és eComStation[14][15]
- Android

### Thunderbird Pro
A Thunderbird Pro a Thunderbird prémium, előfizetéses szolgáltatása, ami négy fő termékből áll:
- Thundermail: A Thunderbird saját levelező szolgáltatása, mely a @thundermail.com és a @tb.pro e-mail tartományokat használja, valamint egyedi domaineket is támogat.
- Thunderbird Appointment: Időpont foglaló felület, mely önálló webes alkalmazásként is elérhető.
- Thunderbird Send: Nagy fájlok titkosított küldését lehetővé tevő szolgáltatás, ami a már megszűnt Firefox Send alapjaira épül.
- Thunderbird Assist: AI assziszens a Flower AI közreműködésével.

Júniusig az Appointment fejlesztése zárt béta, míg a Send alfa állapotban tartott.
A forráskód szabadon elérhető és szabadon újrafordítható különböző architektúrákra és operációs rendszerekre.